# 701424 Piotrguzik
701424 Piotrguzik è un asteroide della fascia principale. Scoperto nel 2004, presenta un'orbita caratterizzata da un semiasse maggiore pari a 2,695600 UA e da un'eccentricità di 0,218355, inclinata di 12,102545° rispetto all'eclittica.